# Mlada Slovenija
Mlada Slovenija (kratica MSi) je podmladek stranke Nova Slovenija. Je mladinska organizacija, ki na temeljih vrednot krščanske demokracije spodbuja in pripravlja mlade za dejavno soustvarjanje družbe ter zagovarja interese mladih. Združuje mlade od 15. do 32. leta starosti. 
Mlada Slovenija - podmladek NSi je članica Mladinskega sveta Slovenije (MSS), na mednarodni ravni pa polnopravna članica YEPP (podmladek Evropske ljudske stranke) in Junge Alpenregion.

## Zgodovina
Mlada Slovenija - podmladek NSi je bila ustanovljena 21. aprila 2001. V svojem delovanju jo je najbolj zaznamovala pobuda za oceno ustavnosti predloga o poimenovanju ceste po Josipu Brozu – Titu. Ustavno sodišče je 4. oktobra 2011 ugotovilo, da je določba Mestne občine Ljubljana, s katero so poimenovali Titovo cesto, v neskladju z ustavo in njenim načelom spoštovanja človekovega dostojanstva.

## Predsedniki
- Jernej Pavlin (2001–2005)
- Robert Ilc (2005–2009)
- Jernej Vrtovec (2009–2015)
- Federico Victor Potočnik (2015–2017)
- Matjaž Kosi (2017–2019)
- Katja Berk Bevc (2019–2025)
- David Tomažin (2025– )

## Organizacija
Organizacija na državni ravni:
- Vodstvo: predsednik, podpredsednika, generalni sekretar
- Izvršilni odbor
- Svet
- Nadzorni odbor
- Razsodišče
- Kongres

Organizacija na lokalni ravni:
- Regijski odbori (Prekmurje, Štajerska, Gorenjska, Koroška, Notranjska, Primorska, Dolenjska in Bela Krajina, Ljubljana)
- Občinski odbori

## Dogodki
- Okrogle mize (z Rosvito Pesek, Janezom Šuštaršičem, Antonom Tomažičem …)
- Politična akademija
- Treningi javnega nastopanja
- Tradicionalni turnir v odbojki na mivki
- Ogledi Državnega zbora in drugih pomembnih institucij
- Ekskurzije v Bruselj in Strasbourg
- Druge športne in družabne aktivnosti (pohod na Triglav, bowlingi, rafting, paintball, pikniki ...)
- Pomoč socialno šibkim družinam
- Mednarodni dogodki